# P2受容体ファミリー
P2受容体ファミリー （P2じゅようたいふぁみりー、P2 receptor family）は、ATP受容体とも呼ばれ、ATP、ADP、UTP、UDPなどの細胞外ヌクレオチドをリガンドとする細胞膜上受容体であり、大きく、P2X及びP2Yの2つのファミリーに分類することができる。
| 名称     | 名称      | 下位分類                   | リガンド                                             | 作用機構                     |
| P1受容体 | P1受容体  | A1、A2A、A2B、A3受容体     | アデノシン                                           | Gタンパク質共役型受容体      |
| P2受容体 | P2X受容体 | P2X1−7受容体               | ATP                                                  | リガンド依存性イオンチャネル |
| P2受容体 | P2Y受容体 | P2Y1, 2, 4, 6, 11−14受容体 | ヌクレオチド - ATP - ADP - UTP - UDP - UDPグルコース | Gタンパク質共役型受容体      |